# Silebo Lebo
Silebo Lebo is een bestuurslaag in het regentschap Deli Serdang van de provincie Noord-Sumatra, Indonesië. Silebo Lebo telt 2040 inwoners (volkstelling 2010).